# Sozial Extra
Sozial Extra ist eine deutschsprachige Zeitschrift für Theorie und Praxis der Sozialen Arbeit und angrenzende Disziplinen.

## Geschichte
Die Fachzeitschrift Sozial Extra blickt auf eine wechselvolle Geschichte zurück. Ihre Anfänge wurzeln in einem Konflikt um die konzeptionelle Gestaltung des seinerzeit bei Beltz in Weinheim erschienenen pädagogischen Magazins betrifft:erziehung (1967–1986; später Pädagogik heute, jetzt Pädagogik).
Aus diesem Konflikt entstand der Pädex-Verlag in Bensheim. Eigentümer waren die Mitarbeiter des Verlages, der in dieser Zeit für andere Alternativbetriebe als vorbildlich und nachahmenswert galt.
Als gewollte Alternative und Konkurrenz zu betrifft:erziehung erschien dort päd.extra (1973–1995). Adressaten waren insbesondere politisch interessierte und engagierte Pädagogen.
Für die Soziale Arbeit erscheint drei Jahre nach Verlagsgründung die Fachzeitschrift päd.extra Sozialarbeit (1976–1982), die später in Extra Sozialarbeit (1982–1984) umbenannt wurde und schließlich als Sozial Extra (seit 1985) erschien.
Das Anliegen dieser Zeitschrift war und ist bis in die heutige Zeit hinein die Professionalisierung der Ausbildung und Praxis in der Sozialen Arbeit. Der zunächst gewählte Untertitel Zeitschrift für Sozialarbeit, Sozialpolitik und soziale Bewegungen wurde im Zeitablauf in Zeitschrift für Soziale Arbeit verdichtet.
Die von dem nicht mehr existierenden Pädex-Verlag gegründete Zeitschrift erschien später im Verlag Leske + Budrich in Opladen, dann im VS Verlag für Sozialwissenschaften in Wiesbaden und erscheint heute bei Springer VS Fachmedien, ebenfalls mit Sitz in Wiesbaden.

## Inhaltliche Gestaltung
Sozial Extra erscheint sechsmal jährlich (Februar, April, Juni, August, Oktober, Dezember) und berichtet kritisch über Themen, Hintergründe und Entwicklungen in der Sozialen Arbeit und in der Sozialpolitik. Jede Ausgabe hat zwei Schwerpunkte: Die Rubrik Extrablick ist berufspraktisch ausgerichtet, die Rubrik Durchblick als zweiter Schwerpunkt erörtert theoretische Fragestellungen. Ergänzend dazu enthält das Magazin grundsätzlich weitere Rubriken sowie Rezensionen. In der Rubrik Einblick erscheinen initiativ eingereichte Beiträge, die zuvor eine Begutachtung durchlaufen haben. Der Beirat von Sozial Extra trifft sich einmal im Jahr, um die Schwerpunkte des Folgejahres zu planen.

## Beirat und Redaktion
Der Redaktionsbeirat besteht aus Kirsten Aner (Kassel), Manfred Baierl (Fulda), Margret Dörr (Mainz), Verena Klomann (Darmstadt), Michael Klundt (Magdeburg), Dirk Gastauer (Hermeskeil), Nadia Kutscher (Köln), Barbara Lochner (Kassel), Katharina Mangold (Hildesheim), Martina Richter (Essen), Albert Scherr (Freiburg), Wolfgang Schröer (Hildesheim), Helmuth Schweitzer (Duisburg), Werner Thole (Dortmund), Leonie Wagner (Holzminden). Die verantwortliche Redakteurin ist Claudia Himmelsbach (Freiburg).

## Open Access
Springer Nature und das Projekt DEAL haben den weltweit umfangreichsten Open-Access-Transformationsvertrag unterzeichnet. Durch den Vertrag können Autoren der mehr als 700 teilnahmeberechtigten deutschen Wissenschafts- und Forschungseinrichtungen ihre Manuskripte im Gold-OA-Standard in Springer Nature Hybrid- oder reinen OA-Zeitschriften veröffentlichen. Die transformative Komponente der Vereinbarung greift rückwirkend zum 1. Januar 2020 und berechtigt Autoren zur Open-Access-Veröffentlichung in den 1.900 Hybrid-Zeitschriften von Springer Nature, zu denen auch Sozial Extra zählt.